# اشتاینبرون
اشتاینبرون (به آلمانی: Steinbrunn) یک منطقهٔ مسکونی در اتریش است که در ناحیه آیزنشتات-اومگه‌بونگ واقع شده‌است. اشتاینبرون ۲٬۰۸۱ نفر جمعیت دارد.